# Перцевка (Костанайская область)
Перцевка (каз. Перцов) — село в Костанайской области Казахстана. Находится в подчинении городской администрации Рудного. Входит в состав Горняцкой поселковой администрации. Расположено на левом берегу реки Тобол примерно в 10 км к востоку от города Рудного. Код КАТО — 392433200.

## Население
В 1999 году население села составляло 758 человек (373 мужчины и 385 женщин). По данным переписи 2009 года в селе проживали 502 человека (241 мужчина и 261 женщина).